# Íhor Podolchak
Íhor Volodímirovich Podolchak (en ucraniano: Ігор Володимирович Подольчак; en polaco: Ihor Podolczak; 9 de abril de 1962) es un productor de cine y artista visual ucraniano. Es un cofundador de la asociación creativa Fondo Masoch.
Íhor Podolchak fue nombrado uno de los 10 cineastas ucranianos más destacados por Forbes Ucrania en 2014, miembro de la Academia de Cine de Ucrania.

## Biografía
Podolchak nació en Leópolis, RSS de Ucrania, URSS (actual Ucrania). Se graduó de la Academia de Bellas Artes de Leópolis (entonces Instituto Estatal de Artes Decorativas y Aplicadas de Leópolis) con distinción en 1984. De 1984 a 1985 sirvió en las tropas fronterizas soviéticas en la frontera soviético-polaca.
De 1985 a 1986 trabajó en el Fondo de Arte de la Unión de Artistas de Ucrania. Desde 1986 - artista libre y curador de arte contemporáneo. Participante y laureado de numerosas exposiciones internacionales, organizó y celebró una serie de exposiciones internacionales en Ucrania, Rusia, EE. UU., Noruega.
Después de establecer el Fondo Masoch, junto con Igor Durich, dirigió activamente varios proyectos artísticos en Ucrania, Rusia y Alemania. Desde 1997, se ha dedicado al diseño integrado del componente de imagen visual de las campañas electorales políticas  en Ucrania y Rusia. Desde 2006, escribe guiones, filma y produce películas:
- Las Meninas - 2008, duración completa, Ucrania
- Delirium - 2013, duración completa, Ucrania, Chequia
- Merry-Go-Round - 2017, corta duración, Ucrania, Polonia

## Artes visuales

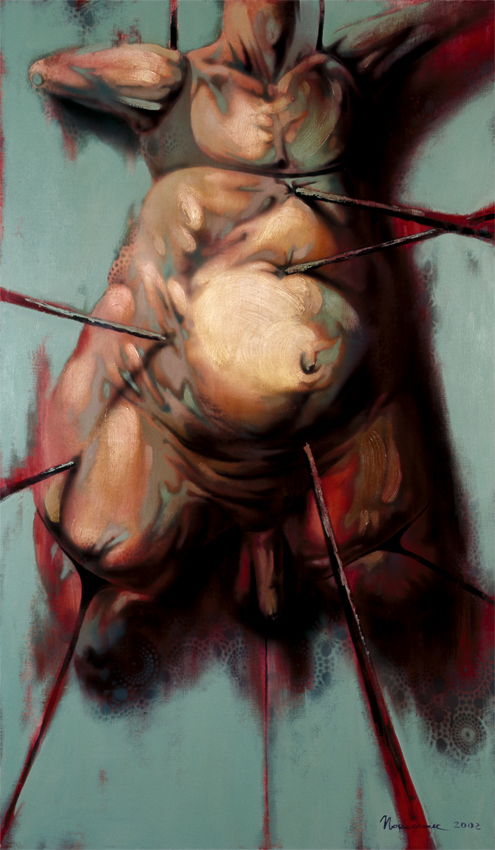
SS 2002, acrílico sobre lienzo, 75х130 cm

Podolchak trabaja en diferentes géneros de bellas artes: pintura, grabados, fotografía, videoarte y acciones artísticas. En los inicios de su carrera prima la gráfica, ya partir de mediados de los 90 realiza acciones artísticas y performances, a partir de finales de los 90 el videoarte.
En el centro de la creatividad de Podolchak, está un cuerpo humano en sus diversas manifestaciones, relaciones con otros cuerpos, así como en diferentes etapas de descomposición. En el desarrollo artístico del tema de la descomposición y la decadencia sólo hay dos tipos de materia, dos formaciones definidas de "carne": humana y arquitectónica. Son los receptáculos de todo tipo de energías, las conexiones de varios códigos semióticos, las manifestaciones más claramente demostradas de fuerzas regresivas. La propensión a las metamorfosis de descomposición revela y, de manera especial, mitifica la "corporeidad" de estos dos organismos, y la inconstancia del punto de vista sobre sus relaciones en este estado (fluctuaciones de la alegoría al suspenso), mejora constantemente la iconografía de la estética de Podolchak en general. 
El libro del artista, Jacob Bohme fue premiado como Mejor Libro del Mundo (Medalla de Bronce) por Stiftung Buchkunst Frankfurt am Main en la Feria del Libro de Fráncfort. Una de sus 24 exposiciones personales fue la primera exposición de arte que se realizó en el espacio, en la estación espacial Mir el 25 de enero de 1993. Las obras de arte de Podolchak se pueden encontrar en 26 museos y colecciones públicas de todo el mundo.

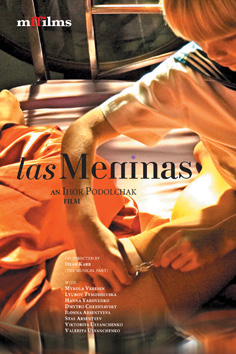
Póster Las Meninas

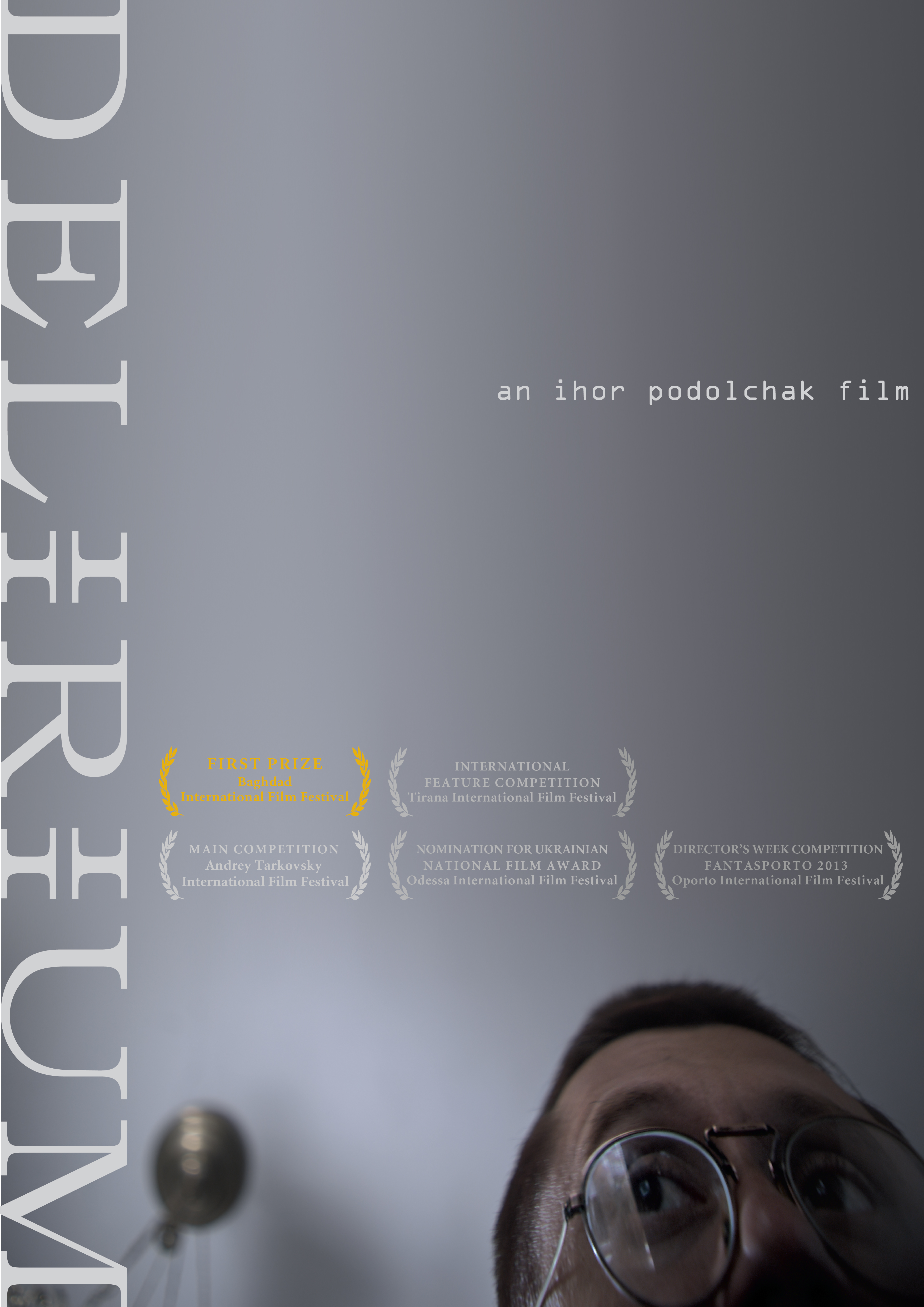
Póster Delirium

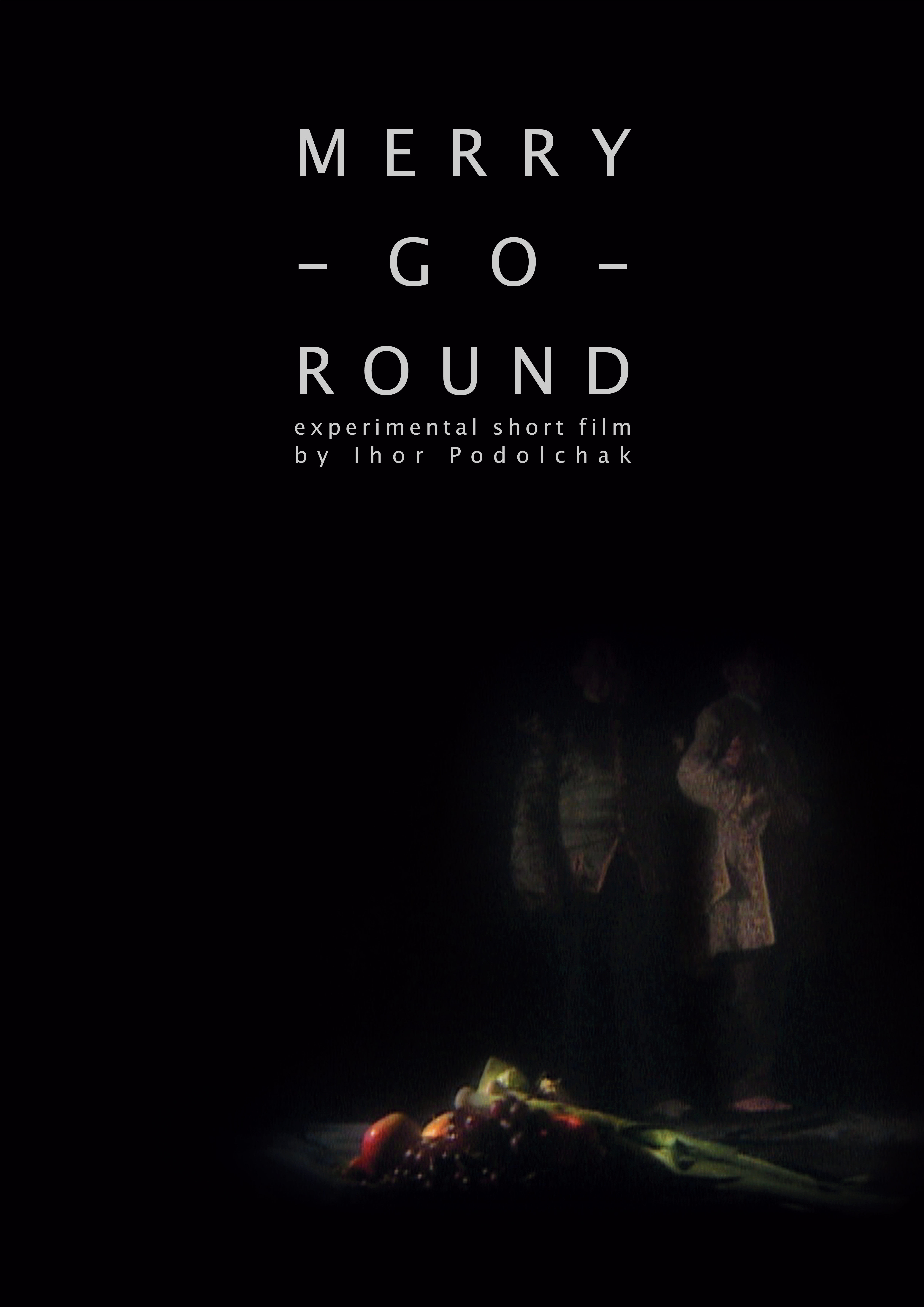
Póster Merry-Go-Round

Ambas películas de Podolchak tienen rasgos característicos comunes: alejamiento de la narrativa, antropología de los mundos cerrados, composición elaborada del encuadre, ángulos de disparo inusuales. Los espacios de Las Meninas y Delirium son igualmente densos, difíciles para el movimiento, fatigosos tanto para los personajes que se mueven en ellos como para los espectadores que los observan. Esto refleja el tiempo del "fin de la historia" con su sonambulismo, impotencia, morbosidad y desesperanza.

### Las Meninas
Las Meninas es el primer largometraje de Podolchak. Él la escribió, la dirigió y la produjo. La película tuvo un estreno mundial en el Festival Internacional de Cine de Róterdam en el programa de competencia el 25 de enero de 2008.  En general, ha participado en 27 festivales internacionales de cine, incluidos 10 programas de competencia.

### Delirium
Delirio es el segundo largometraje de Podolchak. Su guion está basado en el cuento Inductor del escritor y periodista ucraniano Dmitró Belianski. La producción de la película duró de 2008 a 2010. Por primera vez, se mostraron fragmentos de la película en 2012 en el 45.º Festival Internacional de Cine de Karlovy Vary en el programa Películas en producción. Nuevos largometrajes de Europa Central y del Este. Después de las proyecciones preliminares, los críticos de cine ucranianos compararon la segunda película de Podolchak con las obras de Alain Robbe-Grillet, Pedro Costa y Nikos Nikolaidis.
Ocupó la posición 5 en el Top-10 de películas ucranianas de 2012 por «Афіша@Mail. ru».

### Merry-Go-Round
Fue su primer cortometraje (2017. Ucrania, Polonia. 5 minutos). Se estrenó en el Festival Internacional de Cine Revelation Perth el 9 de julio de 2017 y fue nominado a Mejor Cortometraje Ucraniano en el Festival Internacional de Cine de Odesa.

## Premios seleccionados y nominaciones
- 2013 «Primer Premio»,[7] Festival Internacional de Cine de Bagdad, Irak
- 1995 «Triennaleprize»,[8] 11.ª Trienal Internacional de Grabado de Noruega, Fredrikstad
- 1994 «Walter Tiemann Preis», Verein zur Förderung von Grafik und Buchkunst Leipzig e. V. an der Hochschule für Grafik und Buchkunst en Leipzig
- 1990 «Premio de la Unión de Artistas de Letonia», Trienal de artes gráficas en miniatura, Riga
- 1990 «1st Award for graphics», 5th Annual International Art Exhibition, Marietta, EE. UU.
- 1989 «Diploma», Bienal Internacional de Arte Impreza, Ivano-Frankivsk, Ucrania
- 1988 «Prix Ex Aequo»,[9] 12.ª Bienal Internacional de Grabado, Cracovia
- 1987 «Medalla de honor»,  Pequeñas formas gráficas, Łódź

Nominaciones:
- 2017 «Mejor cortometraje ucraniano»,  Festival Internacional de Cine de Odesa
- 2013 «Premio Nacional», Festival Internacional de Cine de Odesa
- 2013 «Mejor Director»  Concurso Semana del Director, Fantasporto, Festival Internacional de Cine de Oporto, Oporto
- 2009 «Premio»,[10] Festival de Cine de Trieste
- 2008 «Tiger»,[11] 37º Festival Internacional de Cine de Róterdam
- 2008 «Premio FIPRESCI », 7.º Festival Internacional de Cine de Transilvania, Cluj Napoca
- 2008 «Premio»,[12] 16.º Festival Internacional de Cine Artfilm, Eslovaquia